# Prinzenpalais (Coburg)

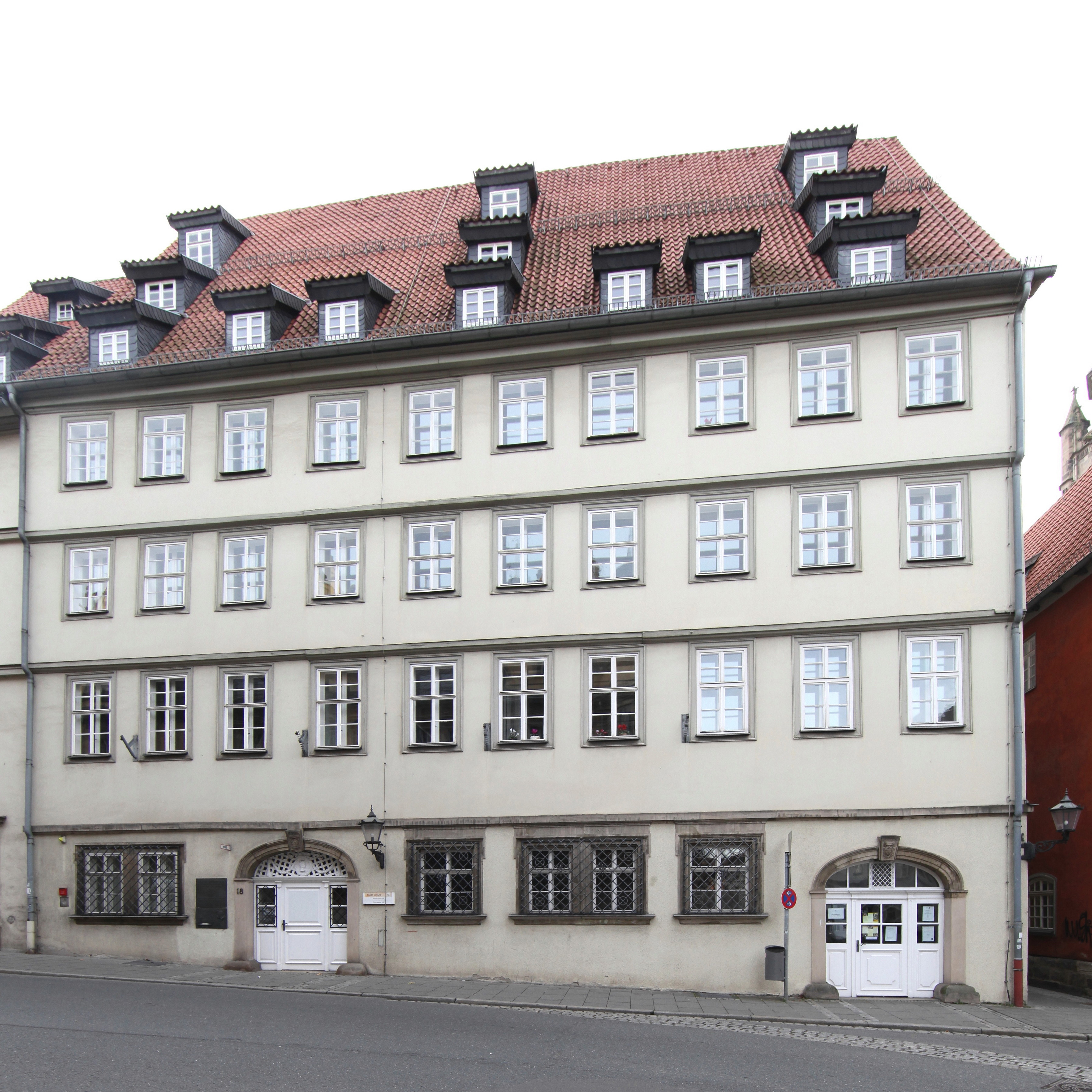
Coburg, Steingasse 18

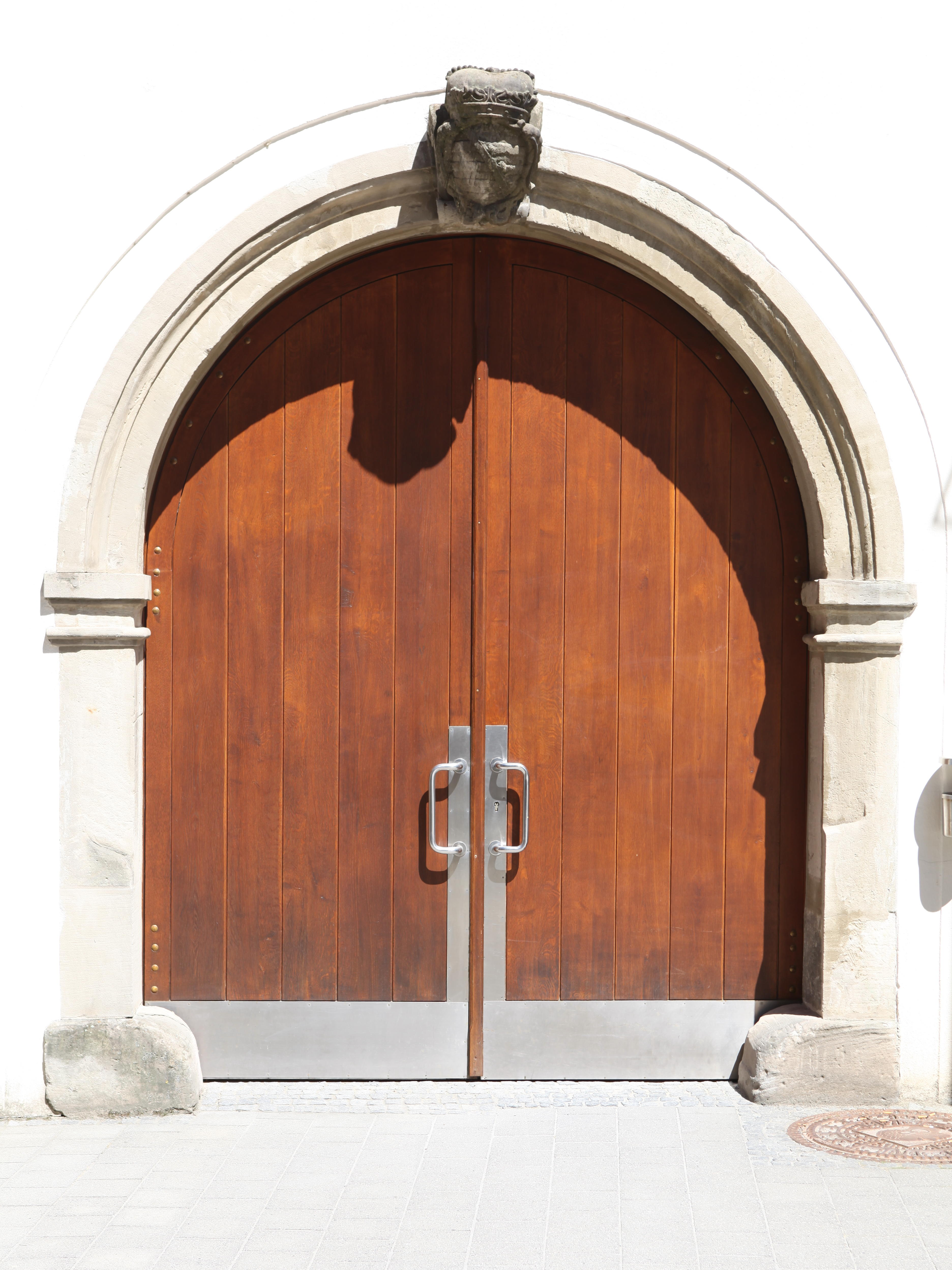
Portal Kirchhof

Das ehemalige Prinzenpalais und heutige Ämtergebäude steht in der oberfränkischen Stadt Coburg, in der Steingasse 18 direkt gegenüber dem Schloss Ehrenburg. Das Baudenkmal aus dem Jahr 1464 ist ein viergeschossiger, langgestreckter Fachwerkbau mit einem steilen Satteldach und war unter anderem Wohnhaus des Erbprinzen Franz Friedrich Anton von Sachsen-Coburg-Saalfeld und seiner Familie.

## Geschichte
Eine dendrochronologische Altersbestimmung des Dachstuhlholzes ergab als Fälldatum das Jahr 1464. Der Coburger Bürger Heinrich Bucher ist urkundlich 1468 als Eigentümer des Gebäudes belegt. 1483 erwarb er zusätzlich ein Nachbargebäude. Die Familie Bucher lebte von 1406 bis 1604 in der Hofstatt.
Umfangreiche Umbauten wurden 1731 für den Sitz der Geheimen Ratskollegien, der zentralen Regierungsbehörde, durchgeführt. Zwischen 1786 und 1800 wohnte der Erbprinz Franz Friedrich Anton von Sachsen-Coburg-Saalfeld in dem Anwesen. Dort wuchsen unter anderem die Prinzen Ernst und Leopold, der wohl hier geboren wurde, auf.
Zwischen 1803 und 1808 lebte der Coburger Staatsminister Theodor von Kretschmann in dem Gebäude. Ab 1848 beherbergte es die Realschule. Die herzogliche Baugewerksschule war ab 1894 in dem Haus untergebracht. Auch ihre Nachfolger blieben es bis 1967, als das Staatliche Polytechnikum Coburg seine neuen Hochschulgebäude in der Friedrich-Streib-Straße bezog. Es folgte noch eine zeitweise Nutzung als Ausweichquartier der Coburger Gymnasien, ehe es 1984 zum Abbruch des Rückgebäudes kam. Zwischen 1987 und 1989 wurde das ehemalige Palais entlang der Steingasse schließlich umfangreich umgebaut und Teil des Ämtergebäudes der Stadt mit Sitz der Bau- und Schulverwaltungen und des zweiten Bürgermeisters.

## Architektur
Entsprechend der Jahreszahl über den beiden korbbogigen Portalen ist für das heutige Aussehen der Umbau aus dem Jahr 1731 bestimmend. Das viergeschossige, langgestreckte traufständige Gebäude hat eine Fassade mit zehn Fensterachsen, die im Erdgeschoss massiv und in den optisch durch Gesimse getrennten Obergeschossen als verputzte Fachwerkkonstruktion mit Geschossvorsprüngen ausgebildet ist. Den oberen Abschluss bildet ein steiles Satteldach mit drei Zwischendecken und in drei Reihen regelmäßig angeordneten Schleppgauben. Das Dachtragwerk hat eine Spannweite von etwa 12,0 Metern, eine Höhe von etwa 10,6 Metern und eine Länge von etwa 21,2 Metern. Die Steigung beträgt rund 60 Grad. Der Dachstuhl setzt sich aus 21 Gespärre mit drei Kehlbalkenlagen zusammen, zwei davon bilden die Giebelwände.
Die Eingangsportale sind asymmetrisch angeordnet. Die sechs unregelmäßig angeordneten Fenster mit Kastenvergitterung gehören zu Gewölberäumen. Auf der Rückseite zum Kirchhof steht ein altes rundbogiges Portal mit der herzoglichen Wappenkartusche mit Herzogshut. Im Erdgeschoss ist unter anderem ein repräsentativer Sitzungssaal mit einer spätgotischen Bohlenbalkendecke mit Farbmalereien vorhanden, die mittig von drei aufgedoppelten Unterzügen mit Schiffskehlprofil getragen wird. Daneben sind im ersten Obergeschoss des Westflügels zwei Zimmer vorhanden, die noch ihre ursprüngliche Ausstattung im klassizistischen Stil aus dem Ende des 18. Jahrhunderts, unter anderem eine Wandvertäfelung, besitzen.